# Graciella epipleuralis
Graciella epipleuralis là một loài bọ cánh cứng trong họ Cerambycidae.